# VHPready
VHPready (Abkürzung für Virtual Heat and Power Ready) ist ein offener Industriestandard zur Steuerung von dezentralen Stromerzeugungsanlagen, Verbrauchern und Energiespeichern über eine zentrale Leitstelle. Die einheitliche Verwendung dieses Standards ermöglicht den flexiblen Zusammenschluss dezentraler Energieanlagen zu Virtuellen Kraftwerken und Smart Grid Anwendungen.
VHPready wurde ursprünglich von Vattenfall auf der Basis internationaler Kommunikationsnormen entwickelt und zunächst zur Vernetzung eigener Anlagen eingesetzt. Anfang 2014 übergab Vattenfall den Standard mit allen Rechten an das Industrieforum VHPready e. V., das maßgeblich vom Fraunhofer-Institut für Offene Kommunikationssysteme (FOKUS) vorbereitet worden war und die Weiterentwicklung und Verbreitung als internationalen Industriestandard übernahm.

## Hintergrund
Im Zuge der Energiewende gewinnen dezentrale Stromerzeugungsanlagen wie z. B. Windenergieanlagen, Photovoltaikanlagen, Biogasanlagen, Kleinwasserkraftwerke und Mini- bzw. Mikro-Blockheizkraftwerke, ebenso wie steuerbare Verbraucher und Energiespeicher zunehmend an Bedeutung. Ein Ansatz, sie in die Energieversorgung zu integrieren und Synergien zu nutzen, besteht in der Zusammenschaltung dieser dezentralen Anlagen zu virtuellen Kraftwerken. Diese können dabei helfen, den Verbrauch und die Erzeugung intelligent zu orchestrieren und in Einklang zu bringen, was zu einer besseren Integration von regenerativen Energien und dezentralen Anlagen, einer Verringerung der Höchstbelastung der Netze und zu Kostenvorteilen für die Marktbeteiligten führen soll.
Ein intelligentes Stromnetz (siehe Smart Grid) spielt hierbei eine wesentliche Rolle. Als Anreiz für die Bereitstellung dieser sogenannten Flexibilität können z. B. unterschiedliche Preismechanismen dienen, die zum Teil schon heute zum Einsatz kommen (siehe Regelleistung).
Bisher erfolgt der Anschluss der Anlagen durch herstellerspezifische Informations- und Kommunikationsstandards bei Anwendung unterschiedlicher Datenmodelle. Mithilfe eines offenen Industriestandards und einer Zertifizierung der dezentralen Anlagen soll der Prozess für die Anbindung und Präqualifikation erleichtert und verkürzt werden.

## Historie
2011
- Vattenfall entwickelt den Standard auf Basis internationaler Kommunikationsnormen, zunächst zur Vernetzung eigener Anlagen

2012
- Vattenfall veröffentlicht die Version 3.0 der VHPready Spezifikation

2013
- Wegen des Interesses an der Spezifikation wurde entschieden, daraus einen allgemein einzusetzenden, offenen Industriestandard zu entwickeln.

2014
- Gründung des Industrieforum VHPready e.V. als wettbewerbsneutrale und branchenübergreifende Plattform für die Weiterentwicklung des Standards und die Zertifizierung standardkonformer Anlagenkomponenten
- Vattenfall übergibt den Standard mit allen Arbeitsergebnissen und Rechten an das Industrieforum VHPready e. V.

2015
- Veröffentlichung des von den Mitgliedern erarbeiteten White Papers der Spezifikation VHPready 4.0
- Gründung der VHPready Services GmbH, welche für die Umsetzung und internationale Verbreitung des Standards verantwortlich ist

2017
- Veröffentlichung der Spezifikation VHPready 4.0 auf der E-world energy & water[7]

2019
- Liquidation der VHPready Services GmbH[8]

## Anwendungsbereich und Zertifizierung
VHPready umfasst unterschiedliche Anforderungen hinsichtlich Systemkonfiguration sowie notwendiger Steuerungs- und Messelemente. Unterstützte Anlagentypen reichen von Stromerzeugungsanlagen bis hin zu Energiespeichern und Verbrauchern. Die Zertifizierung wird durch die VHPready Services GmbH und akkreditierte Prüfungslabore durchgeführt. Nach dem Eingang einer Antragstellung auf das VHPready Zertifikat werden Prüflabore damit beauftragt, die betreffenden Anlagen auf Grundlage der technischen Anforderungen zu testen. Der Prozess wird in zwei Stufen gegliedert: zunächst werden die Anlagen gegen Spezifikationen mittels Konformitätstests geprüft. Sie beginnen mit der statischen Überprüfung der vom Hersteller ausgewiesenen Eigenschaften. Darauf folgt die Überprüfung der dynamischen Eigenschaften, d. h. Tests unter kontrollierten Bedingungen. In der zweiten Stufe finden anschließend Ende-zu-Ende Tests anhand von Referenzsystemen statt. Nach einer erfolgreichen Prüfung und einer Abnahme des Prüfberichts durch die VHPready Services GmbH erhalten die Anlagen ein produktbezogenes VHPready-Zertifikat. Veränderte Produkte erfordern eine Rezertifizierung.

## Technische Details
Um das VHPready-Zertifikat zu erhalten, müssen die Anlagen bestimmte Mindestanforderungen erfüllen. Diese stellen sicher, dass eine technische Anbindung an ein Virtuelles Kraftwerk problemlos verläuft. Sie betreffen unter anderem die genutzten Verbindungsprotokolle, technische Leistungsanforderungen, Sicherheit der Datenübertragung und Arten der Befehle an die Anlagen. Der Fokus liegt auf der Datenkommunikation, Fernüberwachung und Fernsteuerung der Anlagen.
Die aktuelle Version der Spezifikation ist VHPready 4.0. Den funktionalen Kern von VHPready 4.0 bildet eine umfangreiche Datenpunktliste. Sie unterstützt die Integration unterschiedlicher Energieanlagen in Virtuelle Kraftwerke. Genutzt wird dazu das Fernwirkprotokoll IEC 60870-5-104 oder eine Modellierung nach IEC 61850-7-420. Neben einem Anlagenpark mit einem Verbund verschiedener Energiesysteme ermöglicht diese Datenpunktliste die Einbindung von Blockheizkraftwerken (BHKWs), Windkraft- und Solaranlagen, Wärmepumpen, Batterien, Elektroheizungen, Kessel- und Pufferspeicher. Darüber hinaus existieren Datenpunkte für Zähler und externe Meldekontakte.
Die Sicherheit der Datenübertragung wird durch den Aufbau eines virtuellen privaten Netzwerks (VPN) auf Basis von OpenVPN mit SSL/TLS-Verbindungen (Secure Sockets Layer, Transport Layer Security) gewährleistet.
Ein wesentliches Ziel von VHPready ist die Festlegung von Teilmengen (Subsets oder Profilen) der verwendeten Normen, so dass bei der Zertifizierung und Projektrealisierung nur noch das Profil benannt werden muss. Projektspezifische Absprachen zu den Details der Normen werden dadurch weitgehend eliminiert. Alle Tests für die Zertifizierung zum VHPready-Standard folgen international standardisierten Methoden und Techniken wie sie von ISO/IEC und ETSI festgelegt wurden.

## Mitglieder des Industrieforum VHPready e.V.
An der Initiative für die Integration und Standardisierung von dezentralen Energiesystemen beteiligen sich aktuell 47 Mitgliedsunternehmen. Unter den Mitgliedern sind Hersteller von Systemkomponenten, Anbieter von Software- und IT-Dienstleistungen, Netzbetreiber, Prüfdienstleister sowie Unternehmen aus der Forschung & Entwicklung vertreten.
Die Mitglieder des Industrieforum VHPready e.V. gestalten aktiv alle neuen Anwendungsbereiche für neue Use Cases der VHPready Spezifikationen. In Arbeitsgruppen werden gemeinsam die technischen Weiterentwicklungen des Industriestandards erarbeitet, Anwendungsszenarien entwickelt, Prüf- und Zertifizierungsprozesse modelliert sowie Positionen und Strategien des Industrieforum für die Öffentlichkeitsarbeit konzipiert. Die neuen Entwicklungsstände stehen den Mitgliedsfirmen vorzeitig zur Verfügung. Damit können sie auch schon vor der Veröffentlichung neuer Anwendungen die VHPready-Kommunikation in ihren Produkten und im Zusammenspiel mit den Systemen anderer Mitgliedsfirmen erproben, zum Beispiel in einem Plugfest.